# Park Narodowy Corales de Profundidad
Park Narodowy Corales de Profundidad (hiszp. Parque nacional natural Corales de Profundidad) – park narodowy u wybrzeży Kolumbii (departamenty Bolívar, Sucre i Córdoba). Został utworzony 4 grudnia 2013 roku i zajmuje obszar 1423,48 km². Na wschód od niego znajduje się Park Narodowy Los Corales del Rosario y de San Bernardo.

## Opis
Park obejmuje fragment Morza Karaibskiego, na skraju szelfu kontynentalnego, 32 km na zachód od półwyspu Barú. Został utworzony w celu ochrony koralowców. Znajdują się tu najbardziej rozległe i zróżnicowane rafy koralowe na kolumbijskim szelfie kontynentalnym.
Średnie roczne temperatury w parku wahają się od +27 °C do +30 °C.

## Fauna
Na skraju szelfu kontynentalnego, na głębokości od 120 do 180 metrów, zarejestrowano 19 gatunków korali madreporowych. Dominującym gatunkiem jest tu Madracis myriaster. Inne gatunki to m.in.: Anomocora fecunda, Coenosmilia arbuscula, Thalamophyllia riisei, Caryophyllia berteriana i Coenocyathus parvulus. Żyje tu też 115 gatunków bezkręgowców i ryb.
W północno-wschodniej części parku znajdują się rafy mezofotyczne (od 30 do 100 m głębokości). Znaleziono tam 13 gatunków korali madreporowych. Są to krytycznie zagrożone wyginięciem (CR) Eusmillia fastigiata i Meandrina meandrites, a także m.in.: Montastraea cavernosa, Orbicella franksi, Madracis senaria, Porites astreoides. Ryby żyjące tutaj to zagrożony wyginięciem (EN) żarłacz karaibski, a także m.in.: Stegastes partitus, Stegastes planifrons, Centropyge argi, talasoma sinogłowa, Lutjanus analis, Lutjanus jocu, rogatka, ognica pstra.
Ssaki morskie występujące w parku to m.in.: delfinek plamisty, delfinek wysmukły i delfinek nadobny.